# 性腺機能低下症
性腺機能低下症（せいせんきのうていかしょう、Hypogonadism）とは、性腺（精巣または卵巣）の機能が低下し、性ホルモンの分泌が減少する事を意味する。
アンドロゲン（テストステロン等）の低下は低アンドロゲン症、エストロゲン（エストラジオールなど）の低下は低エストロゲン症と呼ばれる。これらにより、診察可能な徴候や症状が引き起こされる。性腺機能低下症では、プロゲステロン、デヒドロエピアンドロステロン、抗ミュラー管ホルモン、アクチビン、インヒビン等の、性腺から分泌される他のホルモンも減少する。精子の発育（精子形成）および卵巣からの卵子の放出（排卵）は、性腺機能低下症によって損なわれる可能性があり、重症度に応じて、部分的または完全な不妊症となる場合がある。

2020年1月、米国医師会から、加齢によりテストステロン濃度が低下している成人男性のテストステロン治療に関する臨床ガイドラインが発表された。このガイドラインは、米国家庭医学会にも是認されている。ガイドラインには、性機能障害の為のテストステロン治療に関する患者の話し合い、顕著な改善の可能性に関する年1回の患者評価、改善が見られない場合はテストステロン治療を中止する事、コストの面から医師は経皮治療ではなく筋肉内治療を検討すべきである事、性機能障害の改善の可能性以外の理由でのテストステロン治療は推奨出来ない事などが含まれている。

## 分類
性ホルモンが不足すると、成人の場合、第一次性徴・第二次性徴の発達不全や、離脱症状（早発閉経など）が生じる。また、卵子や精子の発育不全は不妊の原因となる。性腺機能低下症という用語は、通常、一過性または可逆的な不足ではなく永久的なものを意味し、通常、不妊症の有無にかかわらず、生殖ホルモンの欠乏を意味する。この用語は、ホルモン不足を伴わない不妊症には使用されない。性腺機能低下症には多くの種類があり、分類法も幾通りか存在する。性腺機能低下症は、内分泌学的に、生殖器系障害の程度によっても分類される。医師は、ゴナドトロピン（LHとFSH）を測定して、原発性性腺機能低下症と二次性腺機能低下症を区別する。原発性性腺機能低下症では、通常、LHおよび/またはFSHが上昇しており、問題が睾丸にある事を示唆している（高ゴナトロピン性性腺機能低下症）。一方、二次性性腺機能低下症では、両方とも正常または低下しており、問題が脳にある事を示している（低ゴナトロピン性性腺機能低下症）。

### 影響を受ける部位
- 生殖腺の障害による性腺機能低下症は、高ゴナドトロピン性性腺機能低下症または原発性性腺機能低下症と呼ばれる。クラインフェルター症候群やターナー症候群などがその例である。流行性耳下腺炎は精巣障害の原因となる事が知られているが、近年は予防接種が行われている。また、精索静脈瘤はホルモン分泌を低下させる可能性がある[要出典]。
- 視床下部や下垂体の障害による性腺機能低下症は、低ゴナドトロピン性性腺機能低下症（HH）、二次性性腺機能低下症、中枢性性腺機能低下症と呼ばれる[3]。
  - 視床下部性欠乏の例としては、カルマン症候群が挙げられる。
  - 脳下垂体障害の例としては、下垂体機能低下症および下垂体低形成（英語版）が挙げられる。
  - ホルモン反応欠如に起因する性腺機能低下症の例としては、アンドロゲン不応症があり、テストステロン受容体が不充分である為、XY染色体にも拘わらず、性的特徴の臨床表現型が様々に変化する[3]。
  - 本態性または特発性低ゴナドトロピン性性腺機能低下症（IHH）は、先天性低ゴナドトロピン性腺機能低下症（CHH）、孤立性または先天性ゴナドトロピン放出ホルモン欠乏症（IGD）等とも呼ばれ、ゴナドトロピン放出ホルモン（GnRH）の欠乏または不応症を原因とする性腺機能低下症（HH）の極一部の症例であり、下垂体前葉の機能および解剖学的構造が正常で、HHの二次的原因が存在しない場合に用いられる。

### 本態性・続発性
- 一次性 ― 生殖腺内の固有の欠陥：ヌーナン症候群、ターナー症候群（45X,0）、クラインフェルター症候群（47XXY）、SRY遺伝子自己免疫を持つXYなど[3]
- 二次性 ― 生殖腺以外に欠陥があるもの：多嚢胞性卵巣症候群、カルマン症候群（低ゴナドトロピン性性腺機能低下症）など[4]。また、血色素症や糖尿病も原因となる事がある[3]。

### 先天性・後天性
- 先天性性腺機能低下症の例[要出典]：
  - ターナー症候群やクラインフェルター症候群など。また、CHARGE症候群の徴候の一つでもある。
  - 母親が内分泌撹乱物質であるジエチルスチルベストロールを摂取した場合。（流産の可能性もある。）
  - 遺伝性血色素症（英語版）[5]
- 後天性性腺機能低下症の例[要出典]：
  - オピオイド誘発性アンドロゲン欠乏症（コデイン、ジヒドロコデイン、モルヒネ、オキシコドン、メタドン、フェンタニル、ヒドロモルフォンなどのオピオイド系薬剤の長期使用によるもの）
  - 蛋白同化ステロイド誘発性性腺機能低下症（ASIH）
  - 小児の流行性耳下腺炎
  - 外傷性脳損傷（小児期を含む）
  - 男性の場合、正常な加齢によりアンドロゲンが減少し、「男性更年期障害」（造語「manopause」）、「遅発性性腺機能低下症」（Late-onset hypogonadism：LOH）、「アンドロポーズ」や「加齢男性におけるアンドロゲン減少症」（androgen decline in the aging male：ADAM）等と呼ばれる事がある。

### ホルモン・妊孕性
性腺機能低下症は、ホルモン産生にのみ影響する場合や生殖能力にのみ影響する場合もあるが、殆どの場合、両方に影響する。
- ホルモン産生に、より大きな影響を及ぼす性腺機能低下症の例として、下垂体機能低下症やカルマン症候群が挙げられる。何れの場合も、ホルモンが補充されるまで受胎能力が低下するが、ホルモン補充のみで受胎可能となる。
- 生殖能力に、より大きな影響を及ぼす性腺機能低下症の例としては、クラインフェルター症候群やカルタゲナー症候群がある。

### その他
性腺機能低下症はプラダー・ウィリー症候群などでも見られる。

## 徴候・症状
性腺機能低下症の女性は、月経が始まらず、身長や乳房の発育に影響を与える事がある。思春期以降の女性に発症すると、月経停止、性欲減退、体毛の減少、火照り等の症状が現れる。男性では、筋肉や体毛の発育障害、女性化乳房、低身長、勃起不全、性的障害などが起こる。中枢神経系の障害（脳腫瘍など）が原因で性腺機能低下症になった場合（中枢性性腺機能低下症）、その徴候および症状には、頭痛、視力障害、複視、乳房からの乳白色の分泌物、および他のホルモンの問題によって引き起こされる症状がある。

### 低ゴナドトロピン性性腺機能低下症
性腺機能低下症のサブタイプである低ゴナドトロピン性性腺機能低下症の症状としては、思春期の発育遅滞、不全、欠如、時には低身長や、匂いが感じられない、女性では乳房や月経がない、男性では性的な発育（髭の発毛、陰茎や精巣の肥大化、声変わり）がない、等が挙げられる。

## 診断
性腺機能低下症は、思春期の遅れを評価する際に発見されることが多いが、遅れていても最終的には生殖機能が正常に発達するものは体質的な遅れとされる。男性でも女性でも、不妊症の評価の際に発見される場合がある。

### 男性
テストステロンの低下は、医療従事者の指示の下、検査機関で行われる簡単な血液検査で確認する事が出来る。テストステロンは日中に13％も低下するため、検査用の血液はテストステロン値が最も高い朝に採血しなければならず、正常値の基準範囲は朝の値に基づいている。しかし、何の症状もない低テストステロンは、治療する必要はない。
正常な総テストステロン値は、男性の年齢によって異なるが、一般的に240～950ng/dLまたは8.3～32.9nmol/Lの範囲である。米国泌尿器科学会によると、低テストステロンの診断は、総テストステロン値が300ng/dL以下の場合とされる。総テストステロン値が正常であっても、遊離型テストステロン値や生物学的利用可能テストステロン値が低い場合は、症状の原因となる可能性がある。血清テストステロン値が低い男性については、他のホルモン、特に黄体形成ホルモンを検査して、テストステロン値が低い原因を突き止め、最も適切な治療法を選択しなければならない（特に、LH値が低下している二次性または三次性の男性性腺機能低下症には、通常、テストステロン治療は適切ではない）。
総テストステロン値が230ng/dL以下で症状がある場合、治療が処方される事が多い。血清総テストステロン値が230～350ng/dLの場合、総テストステロン値が下限値以上であっても遊離型テストステロン値や生物学的に利用可能なテストステロン値が低いことが多いため、これらを検査する必要がある。
テストステロンの標準値範囲は、広範囲な年齢の検査値に基づいており、テストステロン値は加齢とともに自然に減少する事から、医師と患者の間で治療について話し合う際には、年齢層別の平均値を考慮する必要がある。男性の場合、テストステロンは毎年約1～3％減少する。
血液検査
米国内分泌学会の声明では、総テストステロン、遊離テストステロン、生物学的利用可能テストステロンの殆どの測定法に不満を表明している。特に、一般的に行われている放射免疫測定による遊離型テストステロンの測定法については、その妥当性が疑問視されている。遊離型アンドロゲンの指標は、基本的に総テストステロン値と性ホルモン結合グロブリン（SHBG）値に基づいて計算されるが、SHBGは遊離型テストステロン値の最悪の予測因子である事が判明しており、使用すべきではない。正確な結果を得る為には、一般的に平衡透析法または質量分析法による測定が必要であり、特に、通常は非常に低濃度で存在する遊離型テストステロンの測定が必要となる。

### 女性
女性の性腺機能低下症の評価には、特に更年期障害があると思われる場合に、血清LHおよびFSH値の検査がよく用いられる。これらの濃度は、女性の正常な月経周期の間に変化するので、それらが高濃度であるとの検査結果は、月経停止の既往歴と併せて、更年期障害であるとの診断の一助となる。一般的に、閉経後の女性は、典型的な閉経年齢であれば、性腺機能低下症とは言われない。一方、若い女性や10代の女性の場合は、更年期障害ではなく、性腺機能低下症であると考えられる。これは、性腺機能低下症が異常であるのに対し、更年期障害はホルモンレベルの正常な変化である事による。何れにしても、原発性性腺機能低下症や更年期障害の場合はLHやFSHの値が上昇するが、二次性・三次性性腺機能低下症の女性では低くなる。

## スクリーニング
無症状の男性への性腺機能低下症のスクリーニングは、2018年時点では推奨されない。

## 治療
男性の原発性または高ゴナドトロピン性性腺機能低下症は、妊娠を希望していない場合、テストステロン補充療法で治療される事が多い。テストステロン補充療法の副作用には、心血管イベント（脳卒中や心臓発作を含む）や死亡の増加がある。米国食品医薬品局（FDA）は2015年に、加齢によるテストステロン値の低下に対して、テストステロンの有益性も安全性も確立されていないと述べている。FDAは、テストステロン薬剤のラベルに、心臓発作や脳卒中のリスクが高まる可能性についての警告情報を記載するよう求めている。
歴史的には、前立腺癌のリスクがある男性はテストステロン療法をすべきでない警告されていたが、それは神話である事が明らかにされた。
その他の副作用としては、ヘマトクリット値が上昇し、過度に濃い血液による合併症を防ぐために採血（瀉血）が必要なレベルに達する事がある。また、女性化乳房が起こる事もある。最後に、テストステロン療法によって閉塞性睡眠時無呼吸症候群が悪化する懸念があるので、呼吸をモニターする必要がある。
性腺機能低下症のもう一つの治療法は、ヒト絨毛性ゴナドトロピン（hCG）である。これはLH受容体を刺激する事で、テストステロンの合成を促進する。これは、単にテストステロンを作れなくなった男性（原発性性腺機能低下症）には効果がなく、hCG療法の失敗は、患者に真の精巣障害が存在する事の更なる裏付けとなる。hCG療法は、テストステロン補充療法のように精子形成を抑制しない為、生殖能力の維持を望む性腺機能低下症の男性に特に適している。
男性、女性ともに、テストステロン補充療法に代わる治療法として、低用量クロミフェン療法がある。クロミフェン療法は、直接的なホルモン補充療法による不妊症やその他の副作用を回避しながら、体内のホルモン濃度を自然に増加させる事が出来る。クロミフェンは、エストロゲンが視床下部の一部のエストロゲン受容体に結合するのを阻害する事により、下垂体からのゴナドトロピン放出ホルモンおよびそれに続くLHの放出を増加させる。クロミフェンは、選択的エストロゲン受容体調節薬（SERM）である。一般的に、クロミフェンは、この目的で使用される用量では副作用は生じない。排卵誘発の為に、より高用量のクロミフェンが使用されるが、その場合には重大な副作用が生じる。